# Урен, Томас
Томас «Том» Урен (англ. Thomas «Tom» Uren; 28 мая 1921 — 26 января 2015, Сидней) — австралийский государственный и общественный деятель, бывший депутат и отец Палаты представителей Австралии, министр правительства, заместитель председателя Лейбористской партии.
Том Урен родился в Сиднее в 1921 году. Учился в средней школе в Мэнли (пригороде Сиднея), но не окончил её. Он начал карьеру профессионального боксера, после чего отправился на Вторую мировую войну в качестве артиллериста. С 1942 по 1945 год пробыл в плену у японцев на строительстве бирманской железной дороги. Вернувшись в Австралию, он стал активным членом Лейбористской партии: 1958 по 1990 год был депутатом Палаты представителей Парламента Австралии от избирательного округа Рейд, с 1973 по 1975 годы — министром городского и регионального развития, а с 1976 по 1977 год — заместителем лидера оппозиции. В 1983 году он стал министром территорий и местного самоуправления, а с 1984 по 1987 год занимал должность министра по вопросам местного самоуправления и административных услуг, проведя более 30 лет в политике. На протяжении всей своей карьеры, Том Урен был активным членом левого крыла Лейбористской партии, выступая против Вьетнамской войны, воинского призыва и ядерных испытаний, активно занимаясь развитием городов и регионов, сохранением окружающей среды, делами разведки, безопасности и ветеранов. Том Урен скончался в 2015 году в возрасте 93 лет в доме престарелых в Сиднее, и премьер-министр Австралии Тони Эбботт почтил его память приспусканием государственных флагов и проведением государственных похорон.

## Биография

### Молодые годы
Томас Урен родился 28 мая 1921 года в доме на 40-й Пэгли-стрит в Балмэйне — рабочем пригороде города Сиднея в штате Новый Южный Уэльс. Его предки по отцовской линии были корнцами родом из Пензанса, он также имел еврейские и английские корни. Отец, Томас Урен, был безработным жокеем, а мать, Агнес Миллер, работала буфетчицей. Так как, кроме Тома, у них было еще двое детей — Джек (р. 1919) и Лес (р. 1923), семья жила бедно. Когда Тому было пять лет, семья переехала в Харборд.
В начальную школу Том ходил босиком. Потом учился в средней школе в Мэнли, которую он бросил в 13 лет, во время Великой депрессии, для того чтобы помочь семье, устраиваясь на разные временные работы. Таким образом, формально Томас Урен не получил образования, а всё своё обучение называл «Университетом несчастья». В молодости он увлекался крикетом, играл в регби за команду «Мэнли-Уорринга», был сильным пловцом, а также начал карьеру профессионального боксера в тяжёлом и полутяжёлом весе, чему способствовало то, что родственником его отца был чемпион Австралии в среднем весе Томми Урен. Преуспев в боксе, в 19 лет Том сделал попытку побороться за титул чемпиона Австралии в тяжёлом весе, но проиграл Билли Бритту на поединке в Сиднее.

### Военная служба

#### Начало

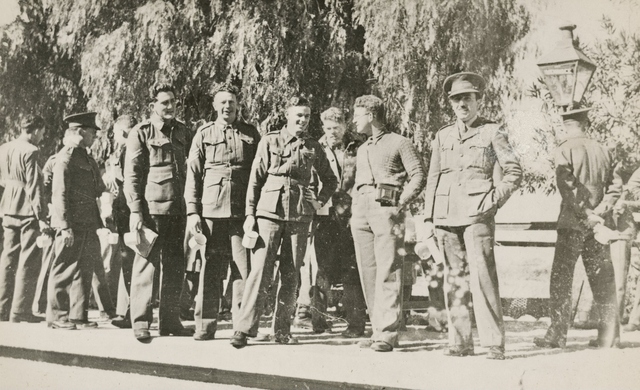
Члены 2/1-й батареи, 1941 год. Том Урен — третий справа с кружкой и газетой.

После начала Второй мировой войны в сентябре 1939 года, в октябре Том был призван в Армию Австралии — в Королевскую австралийскую артиллерию. В мае 1941 года он был переведён во вторые Австралийские имперские силы, а именно в 2/1-ю тяжёлую батарею, и после трёх недель в карантинной станции в Мэнли, отправлен в Дарвин в вагоне для скота, куда прибыл в августе и поселён со своим подразделением в казармы Ларрейкиа. Взяв отпуск, там он снова начал участвовать в поединках, а после японской атаки на Пёрл-Харбор в декабре, высажен с подразделением в Купанге, на западном конце острова Тимор, восточная часть которого находилась под властью Португалии. Артиллерия была направлена к селению Бабаоэ, где был высажен японский парашютный десант, атака которого была успешно отражена. С января 1942 года австралийские позиции подвергались каждодневным бомбардировкам.

#### В плену
В феврале 1942 года, в Купанге, Урен попал в плен после тяжёлых и кровопролитных боёв с превосходящими японскими силами. Он вызвался пойти в бой на автомобиле с ручным пулеметом, чтобы обеспечить поддержку для 2/40-го батальона тасманийцев, которые пошли в штыковую атаку, но попали под пулемётный огонь. После девяти месяцев заключения на Тиморе его перевезли на Яву — в Танджунг-Приок в Батавии, а затем отправили на строительство бирманской железной дороги, где военнопленные подвергались физическим издевательствам и умирали тысячами от голода и болезней. За работу, до которой нужно было ходить каждый день по шесть километров, японцы платили им небольшое пособие, выставляя дело так, что всё соответствует положениям Женевской конвенции. За время нахождения в плену Урен переболел дизентерией, а также малярией, испытав около 100 её приступов (в среднем, по 4 дня болезни за каждую декаду), и всё, что у него было — это надежда. Он провел на железнодорожной линии 15 месяцев, работая от 16 до 20 часов в день, после чего был перевезен в Сингапур — в Чанги, а оттуда в Бангкок. С января 1943 года Урен служил в лагере Коньу и Ханток под началом подполковника Эдварда Данлопа, вместе с его помощниками-врачами Артуром Муном и Эуэном Корлеттом. На свои мизерные пособия они покупали на «чёрном рынке» у тайских и китайских торговцев медикаменты и специальное питание для больных и ослабленных, которые распределяли по принципу необходимости, живя в лагере командой по принципу соответствия: здоровые ухаживали за больными, молодые за старыми, а богатые за бедными. Позже Урен отмечал, что этот опыт в его лагере показал превосходство социализма над законами джунглей, бытовавшими в лагере по ту сторону реки, где британцы умирали чаще, а «усталый Данлоп оказал огромное влияние на мою жизнь. Он верил, что мы должны заботиться о больных и слабых и старых». Всего за время строительства, к августу 1945 года, из 13 тысяч пленных австралийцев погибло в общей сложности 8 тысяч человек.

#### Освобождение
В июне 1945 года Урен был переведён в Сингапур, а затем на пароходе в Саганосеки — в Японию. За три месяца до окончания войны Урен был перевезён на металлургический медеплавильный завод в Омуте, где встретил внимательное и товарищеское отношение японцев, хотя до того был готов «стереть всех японцев с лица земли». 9 августа он наблюдал малиновое небо после атомной бомбардировки Нагасаки, находясь в 80 километрах от эпицентра взрыва. Это событие повлияло на всю жизнь и сформировало мировоззрение Урена — он понял, что врагами являются не японцы, а милитаризм и фашизм. После войны он во многом отошёл от христианства. После капитуляции Японии Урен с товарищами отправились, сначала на поезде, а затем на машине, до Кагосимы, где располагались американские войска, с помощью которых вылетели в Кларк-Филд на Филиппинах, а затем в Манилу. 13 октября они прибыли в Сидней на авианосце «HMS Formidable».

### После войны
Том Урен вышел в отставку с военной службы 27 декабря 1945 года в чине бомбардира. Рождество он провёл в госпиталях. Том поселился со своими родителями. Его отец в то время работал на сталелитейном заводе Порт-Кемблы и принимал участие в профсоюзном движении. Он поступил туда же на работу, снова профессионально начал заниматься боксом, и приведя себя в хорошую физическую форму, отправился в Англию через Панамский канал кочегаром на судне. Урен жил в рабочих пригородах Лондона, продолжил тренироваться и начал участвовать в поединках, победив в трёх и проиграв в двух, однако был вынужден бросить всё из-за состояния здоровья, в частности из-за приступов малярии. Урен уехал обратно в Австралию, и поселился в Гилфорде на западе Сиднея со своей женой. Около года он был разнорабочим на мельнице, мыл и подметал полы, в результате чего стал профсоюзным деятелем. Позже он стал менеджером в супермаркете Woolworths в Литгоу, и в 1952 году, после похорон Бена Чифли, вступил в Лейбористскую партию. Добившись материальной самостоятельности и накопив денег, в 1954 году он построил собственный дом. Тогда же Урен заинтересовался идеями и философией католического отделения партии Герберта Эватта, с которым встретился через год, и вдохновившись им, купил два земельных участка и открыл два своих маленьких магазина в Гилфорде. Позже он арендовал сельский и мясной магазин. С 1955 года он был членом Государственного совета Грэнвилла и Федерального избирательного совета Рейда. В 1957 году он победил на предварительном отборе в Рейде, получив возможность выдвинуть свою кандидатуру на предстоящих парламентских выборах.

### Политическая карьера
В 1958 году Том Урен был избран в Палату представителей от округа Рейд. Первую речь в парламенте он произнёс 26 февраля 1959 года, посвятив её истории лейбористов и жизням рабочих. В парламенте он вошёл в левое крыло Лейбористской партии под руководством Джима Кэрнса, человека «большого интеллекта, сострадания, стремления к идеалам», которого он называл «великолепным оратором» и «нашим Фиделем». В тот период, они начали участвовать в движении за мир, постоянно выступая против ядерных испытаний и американских бомбардировок Северного Вьетнама. Его политические взгляды основывались на понимании справедливости и сострадания, преподанном матерью, книгах о новом курсе Франклина Рузвельта, прочитанных в плену, а также жизнях Махатмы Ганди, Мартина Лютера Кинга, Хо Ши Мина и Нельсона Манделы. Любимыми словами Кинга у Урена были такие: «Ненависть всегда трагична. Она нарушает личность и шрамирует душу. Она более вредна для ненавистника, чем должна ненависть». В 1960 году, когда Поль Робсон, которого Урен называл «не только борцом за справедливость для себя, а для угнетенных народов мира», выступал в Городской ратуше Паддингтона, он сказал ему — «Встань и борись с ублюдками, Урен». В том же году Урен посетил Японию с мирной инициативой, где принял участие в конференции о запрете атомного и ядерного оружия, выступив с речью, в которой сказал, что японцы вели агрессивную политику, но «сброс атомных бомб на Хиросиму и Нагасаки был преступлением против человечества».
В это время Урен поддерживал Артур Колвелл, бывшего лидером Лейбористов с 1960 по 1967 год, и в 1963 году, когда Гоф Уитлэм думал выдвинуть свою кандидатуру на этот пост, Том думал, что он слишком зависит от американской внешней политики, и не проголосовал за него.
В 1963 году он хотел выйти из партии, потому что она поддержала строительство базы связи США в Норт-Уэст-Кейпе. В том же году он подал в суд за клевету со стороны новостных агентств «Fairfax» и «Packer», обвинившего его в принадлежности к коммунистам, и выиграл дело, получив 43 тысячи фунтов стерлингов в качестве компенсации. На эти деньги он построил два дома отдыха под названиями «Fairfax Retreat» и «Packer Lodge» на южном побережье Нового Южного Уэльса. В то же время, он лично собирал деревья со всего мира и сажал в саду в Гилфорде, который сделал цветущей и красивой моделью для преобразования Австралии. В 1964 году Урен вошёл в парламентскую делегацию Содружества на первое заседание Палаты ассамблеи Папуа — Новой Гвинеи. На федеральной конференции партии 1965 года с помощью Кэрнса и Урена была отменена политика белой Австралии, а в 1966 году, правительство Холта сделало первый шаг к её отмене в парламенте, а в 1967 году было признано существование аборигенов. В том же году, Уитлэм стал председателем партии, а в 1969 году выиграл федеральные выборы, выступил против вьетнамской войны и прежние разногласия были забыты. После этого Уитлэм, живший в одном районе с Уреном, сделал его пресс-секретарём партии по жилищно-городской политике. В 1970 году он принял участие в демонстрации против войны во Вьетнаме, на которой был избит констеблем и обратился в суд, однако заявление было отклонено. Думая, что этот вопрос был политизирован из-за его позиции в отношении войны, Урен отказался выплачивать штраф в размере 80 долларов за участие в несанкционированной демонстрации, и выбрал 40 дней каторги. С 19 декабря 1972 по 11 ноября 1975 года Урен был министром городского и регионального развития во втором и третьем правительствах Уитлэма. За это время, он стал инициатором многих проектов, повлиявших на культурную жизнь страны: создание Комиссии австралийского наследия, составление Регистра национального имущества, приобретение и восстановление заброшенных городских районов Вуллумулу и Глебе, рекультивацию Дак-Крик и обустройство сети озёр Чиппинг-Нортон. Благодаря федеральному финансированию и своей дальновидной политике, он принял активное участие в создании заповедника Тоура-Пойнт и децентрализации Олбери-Уодонги, а также открыл первую велосипедную дорожку в Австралии — в Канберре. В рамках проектов этих проектов Урен сыграл ключевую роль в развитии и сохранении движения наследия в Австралии. Позже он отмечал, что «правительство Уэтлэма было не социалистическим правительством, но это было правительство социальных ценностей», однако через некоторое время смягчился по отношению к нему.
В 1976 году, сразу после отставки Уитлэма, Урен был избран заместителем лидера Лейбористской партии, однако потерял это место после парламентских выборов 1977 года: председателем стал Уильям Хейден, а заместителем — Лайонел Боуэн. Выступая против оккупации Восточного Тимора Индонезией, в том же году Урен со всей решимостью добился принятия резолюции в пользу его самоопределения на конференции Лейбористской партии, и тогда же он внёс свой вклад в слушания по этой проблеме в Конгрессе США, будучи покровителем Австралийской ассоциации Восточного Тимора в Новом Южном Уэльсе. В 1978 году Урен снова пошёл на каторгу, отказавшись платить залог после участия в незаконном митинге в Брисбене, объяснив это тем, что «переход в тюрьму был частью протеста против аморальных и несправедливых законов о борьбе с маршами». Он был лишь вторым лейбористом, арестованным вместе с другими активистами во время шествий в Брисбене с 1977 по 1979 год против добычи и экспорта урана (после сенатора Джорджа Джорджеса).
В 1983 году Урен высказался за передачу председательства в партии от Уильяма Хейдена Роберту Хоуку, так как думал, что первый вслед за Малкольмом Фрейзером продолжит дерегулирование финансовой системы и дестабилизацию профсоюзного движения. В первом и втором правительствах Хоука, Урен, будучи с 1983 года министром территорий и местного самоуправления, а с 1984 года — министром по вопросам местного самоуправления и административных услуг, боролся с желанием высказываться против политики партии, говоря о том, что Хоук воплотил всё то, что не смог Хейден. Урен ушёл в отставку с поста министра после выборов 1987 года, позже аргументировав это тем, что лидерам «не хватало реального сострадания к людям, которых они должны были представлять» и назвав годы в правительстве «кровавыми». Во многом это обосновывалось тем, что Урен в течение 10 лет безуспешно пытался начать строительство второго сиднейского аэропорта в Бэджерис-Крик, помимо первого.
В 1984 году он стал Отцом Палаты представителей, и занимал эту должность в течение восьми лет. В марте 1989 года Урен написал письмо министру по делам ветеранов Бену Хамфрису, в котором сказал, что бывшие японские военнопленные умирают более быстрыми темпами, чем другие ветераны, потребовав признания категорий заболеваний и введения особой пенсии, что и было сделано в июле того же года. В 1990 году он возглавил парламентскую делегацию в Межпарламентский союз
В том же году Урен ушёл из парламента, продержавшись там 32 года, став последним ветераном Второй мировой войны, занимавшим место в Палате представителей вместе с Кларенсом Миллером, и избравшись 13 раз: 1958, 1961, 1963, 1966, 1969, 1972, 1974, 1975, 1977, 1980, 1983, 1984, 1987. За эти годы он не менял своих воззрений, выступая за признание Кубы, Вьетнама и Палестины, против войны в Персидском заливе. В то же время он вместе с лидером демократов Джанин Хейнс посетил Багдад, с целью убедить Саддама Хусейна отпустить 29 австралийских пленных, призвав к компромиссу в отношениях Ирака и ООН.

### Общественная деятельность
После выхода в отставку, Урен стал пожизненным членом Лейбористской партии с 1993 года, был президентом «Evatt Foundation» с 1989 по 1997 год и являлся его пожизненным членом, продолжил защищать окружающую среду, особенно в свете проблем Сиднейской бухты.
В 1997 году Томасу Урену была присвоена почётная степень доктора Университета Чарльза Стёрта. В 1998 году он вошёл в список Австралийских живых сокровищ. В 2002 году, Урен, будучи выпускником Сиднейского университета, получил почётную степень доктора наук в области архитектуры. В октябре 2003 года в Мельбурне Урен присутствовал и произнёс речь на похоронах Джима Кэрнса. Урен говорил, что «из всех войн XX века… Вторая мировая война была справедливой войной в интересах освобождения мира и свободы, в частности, для австралийского народа и его будущего», однако выступал против участия Австралии в войнах в Ираке и Афганистане, так как считал их «крестовыми походами». Хоть Том и не был коммунистом, и в то же время не симпатизировал антикоммунистам, он всегда был привержен идеалам социализма и мира, часто цитируя бразильского марксистского философа Паулу Фрейре, говорившего, что «независимо от того, где находятся угнетенные, акт любви является приверженностью своему делу». Именно поэтому, Урен одним из первых выступил на собраниях против пятилетнего задержания Дэвида Хикса на американской базе Гуантанамо.
В 2011 году премьер-министр Джулия Гиллард объявила, что все остальные пленные будут получать дополнительные 500 долларов за две недели. Урен как один из выживших 400 от 22 тысяч австралийских военнопленных японцев, сказал, что этот жест символизирует сострадание и справедливость, которую он ценит превыше всего. 25 апреля того же года Урен вместе с генерал-губернатором Квентин Брайс побывал на мемориале Хеллфайр-Пасс в Таиланде, который он посещал с Данлопом в 1987 году, с Говардом в 1998 году и на поезде в 2005 году. Отметив в 2013 году своё 91-летие, Урен отмечал, что физически и психически здоров благодаря тому, «иду по улице и вижу красоту лиц людей». 14 ноября 2014 года Урен из-за болезни отсутствовал на ежегодном праздновании образования Левой фракции лейбористской партии в китайском ресторане Сиднея. В последнее время он переехал в дом престарелых, где лечился от заболеваний, приобретённых ещё в годы плена. Там его посещали бывший премьер-министр Пол Китинг с членом парламента Энтони Альбанезе и сенатором Джон Фолкнером.

### Смерть

#### Обстоятельства
Томас Урен скончался 26 января 2015 года в День Австралии в возрасте 93 лет в окружении своей семьи в доме престарелых в Сиднее. После него остались жена Кристина и её дочь Руби, двое приёмных детей Майкл и Хизер.

#### Реакция общественности
На смерть Томаса Урена откликнулись государственные деятели разных политических лагерей, политики прошлого и настоящего, вспоминавшие его как отца, провидца и политического гиганта. Председатель Лейбористской партии Билл Шортен описал его как «Левиафана рабочего движения» и с его смертью как «лучшего из нас», чувствуется как «тускнеет наш свет на холме», а Таня Плиберсек, занявшая его место в качестве заместителя, сказала, что «он всегда подчеркивал тем из нас, кому он так охотно отдавал своё время, свою мудрость и свой опыт, что нет никакой дохода от ненависти, в личных отношениях или в политике. Он цитировал слова Мартина Лютера Кинга, что ненависть шрамирует душу… Мы все стали беднее от его потери. Он был очень любим всей партией, и нам будет очень сильно его не хватать».
Австралия скорбит о кончине Почётного Компаньона Ордена Австралии Том Урена. Он был военнопленным, депутатом, министром, заместителем лидера своей партии и служил нашей стране на протяжении всей своей взрослой жизни. Он был начинающим боксёром и выдающимся спортсменом, вступившим в армию в возрасте 20 лет и развернутым в Тиморе. Он провел своё 21-летие — и следующие три года — в качестве военнопленного. Он страдал от жестокости Бирманско-тайской железной дороге и издалека стал свидетелем атомной бомбы на Нагасаки. Несмотря на эти переживания, он отверг ненависть. Том Урен посвятил свою жизнь служению тому, что он называл «человеческой семьёй». Он научил поколение австралийцев простить и наладить новую дружбу с нашим бывшим врагом. В 1958 году он поступил в федеральный парламент в качестве члена от Рейда и представлял электорат в течение 31 года. Он стал министром городского и регионального развития в правительстве Уитлэма, и впервые защитил историческое и природное наследие Австралии. Он также служил в качестве министра в первых двух правительствах Хоука. Когда мистер Урен ушел из парламента в 1990 году, он был Отцом Палаты. После парламента он остался активным в области охраны природы и был убежденным сторонником Федерального фонда Сиднейской бухты, созданного правительством Говард. Я поручил приспустить флаги в день Государственной мемориальной службы по мистеру Урену. От имени всех австралийцев, я выражаю вдове мистера Урена Кристин, и его семье соболезнования от имени правительства и австралийского народа.
— Премьер-министр Австралии Тони Эбботт, 26 января 2015 года
Энтони Албанезе выступил с заявлением от имени семьи Тома Урена, отметив, что его «зачислили в коммунисты в 1950-х и 60-х годах, но до конца своей жизни он перечислял Папу Иоанна XXIII и Мартина Лютера Кинга в качестве своих главных влияний. Члены его семьи сказали, что Урен встретил свою смерть „с тем же характером и мужеством, с которым он столкнулся в остаток своей жизни“». В своём личном заявлении он так охарактеризовав его личность: «Активист. Парламентарий. Министр в правительствах Уитлэма и Хоука. Эколог. Борец за мир и справедливость. Бывший узник войны. Прогрессивист. Истинно верующий в дело Лейбористов», добавив, что «Том Урен был великаном, оставившим замечательное наследие для народа, которому он служил и любил… Том Урен был наставником, вдохновением, и отцом для меня за последние 30 лет. Я вместе с многими другими австралийцами нежно любил его и нам будет его не хватать». Позже на пресс-конференции, Албанезе отметил, что «Том Урен скончался в мире, и я провёл с ним время всего два дня назад. Он оставил огромное наследство для нашего движения. Он был любителем людей и общества, и они отдали ему эту любовь обратно». Крис Боуэн назвал Тома «узником войны, чемпионом мира и борцом за трудящихся», Джо Хоккей — «очень порядочным человеком, маяком целостности и подлинным истинным верующим», а журналист Энн Саммерс сказала, что Урен был «австралийским чемпионом за свою военную службу и политическую преданность. Спасибо Тому за пожизненную преданность вопросам, которые имеют значение».
Бывший премьер-министр Боб Хоук сказал «у меня с Томом был разногласия время от времени, но я очень уважал его; он был хорош, как министр. Он был очень народным политиком. Я думаю, что он был человеком очень стремившимся к левой политике лейбористов, но он не был в этом властным. Как министр он отдавал большой практический эффект от своих убеждений». Бывший премьер-министр Джон Говард отметил, что «очень хорошо ценил Тома Урена. Он был истинно приверженным лейбористом и человек ортодоксального левого крыла. Я уважал его искренность». Бывший премьер-министр Кевин Радд написал на странице в соцсети «Twitter» — «Великая австралийская жизнь. Солдат, воин прогрессивной политики, чемпион градостроительства грядущих поколений»
Министр по делам ветеранов Майкл Рональдсон отметил, что «Урен был одним из самых уважаемых политиков Австралии и его будет очень не хватать. Он стоял за свои убеждения, никогда не сомневаясь в своей постоянной борьбе за мир и справедливость. Я посылаю мои самые искренние соболезнования семье и друзьям Тома Урена в это трудное время. Мои мысли и молитвы с ними». Обычные австралийцы называли Тома Урена «примером героизма, скромности и человечности», «образцом для подражания для представителей всех парламентских партий, которые должны изучать подход Урена и следовать ему», «бойцом в полном смысле этого слова: на боксерском ринге, на театрах войны и в доме правительства», говорили, что «Том Урен знал страдания: бедность как ребенок, и войну, как взрослый. Он отправился в тюрьму за свои принципы и служил своему народу в высшей степени хорошо, как лейбористский политик. Есть ли подобные Урену сегодня? Я сомневаюсь в этом», а некоторые даже цитировали фильм «Мужчина с заснеженной реки» — «Это вы сделали так, что гордимся тем, что являемся австралийцами».
Премьер-министр Восточного Тимора Шанана Гусман от имени правительства принёс искренние соболезнования семье, друзьям и коллегам Тома Урена, отметив, что «он обратил своё внимание на проблему Тимора, когда очень немногие политики в Австралии были готовы поднять свой голос в правозащитной деятельности», он «мощно много раз за эти годы борьбы говорил о том, что происходит в Восточном Тиморе и последовательно оказывал поддержку австралийским активистам в знак солидарности с Тимором», и «Восточный Тимор будет вечно помнить Тома Урена как того, кто изменил историю нашего народа через необыкновенную жизни как доброжелательного человека, дарителя и борца за мир».

#### Похороны
Государственные похороны и прощание прошли 4 февраля в Ратуше Сиднея, куда пришли около 700 человек, в том числе депутат Филип Раддок от имени премьер-министра Тони Эбботта, бывшие премьер-министры Пол Китинг, Боб Хоук и Джон Говард, генерал-губернатор Австралии Питер Косгроув и губернатор Нового Южного Уэльса Дэвид Хёрли, лидер оппозиции Билл Шортен, рок-музыкант Питер Гарретт, а также дети и жена Тома Урена.
Сначала прошла церемония окуривания аборигеном Дядей Максом Еуло, после чего гроб с телом Урена, покрытый государственным флагом, гирляндами из цветов, его шляпой и медалями, в сопровождении тиморских танцоров под традиционную похоронную музыку внесли в зал прощания. Председатель церемонии, депутат и друг Урена Энтони Альбанезе произнёс хвалебную речь в его честь, как и его родственники и политические деятели, в том числе казначей Крис Боуэн, назвавший Урена «львом» рабочего движения. Поминальная служба, разработанная самим Уреном, включила в себя песни певца и борца за гражданские права Поля Робсона и исполнение песен забастовки стригалей 1891 года профсоюзным хором. Через два часа гроб вынесли из Ратуши через толпу сторонников под «рапсодию в стиле блюз» Джорджа Гершвина, после чего во второй половине того же дня состоялась кремация в частном порядке.

## Память
Именем Тома Урена назван парк, находящийся на Карани-авеню и Ирис-стрит в Гилфорд-Уэсте. В 2014 году портрет Тома Урена кисти Мирры Уэйл вышел в финал премии «Archibald Prize». Другой его портрет 1996 года кисти Ральфа Хейманса хранится в Национальной портретной галерее Австралии, будучи приобретённым ею в 2001 году.

## Личная жизнь
После войны Том Урен познакомился с Патрицией Палмер, сестрой одного из товарищей по лагерю пленных. 8 февраля 1946 года они были помолвлены, а через 13 месяцев, в 1947 году, поженились. Они развелись в 1974 году, но остались близки, а Том отдал ей практически все свои деньги, на которые она купила ферму в Дорриго. Когда у Патриции в 1979 году был диагностирован рак молочной железы, они продолжили жить вместе в Сиднее до её смерти в 1981 году. У них было двое приёмных детей: Майкл и Хизер. В 1992 году Урен женился на музыканте Австралийской оперы и давнем друге Кристин Логан, у которой была дочь Руби.
Том Урен любил гулять на природе и смотреть игры футбольной команды «Wests Tigers». Он находил радость в искусстве, особенно любя работы Ллойда Риса. Одним из его любимых фильмов была картина «Звезда родилась», из которого он цитировал фразу о том, как стать великой кинозвездой: «Мечтать легко, но это требует мужества и напряженной работы, чтобы сделать эти мечты сбывшимися». Урен никогда не гнался за богатством, жил в деревянном доме, разработанном архитектором Ричардом Лепрастриером, который очень любил, говорил, что являлся «представителем народа» и жил ради «человеческой семьи».

## Награды
За военную службу Том Урен был награждён Звездой «1939—1945», Тихоокеанской звездой, Военной медалью 1939—1945 и Медалью службы Австралии 1939—1945.
13 июня 1993 года Том стал Офицером Ордена Австралии «за службу австралийскому парламенту через развитие городов, регионов, окружающей среды и общества». 1 января 2001 года он был награждён Медалью Столетия «за заслуги перед австралийским обществом в парламенте». 26 января 2013 года Том стал Компаньоном Ордена Австралии «за выдающееся служение обществу, в частности, путём внесения взносов для благополучия ветеранов, улучшения медицинского образования во Вьетнаме и сохранения объектов наследия экологической значимости».
1 июля 2013 года президент Восточного Тимора Таур Матан Руак наградил Тома Урена Медалью Ордена Восточного Тимора, которую получил его сын Майкл.